# Adeonellopsis japonica
Adeonellopsis japonica is een mosdiertjessoort uit de familie van de Adeonidae. De wetenschappelijke naam van de soort is, als Adeonella japonica, voor het eerst geldig gepubliceerd in 1890 door Ortmann.